# Schizophragma bicolor
Schizophragma bicolor är en stekelart som först beskrevs av Dozier 1932.  Schizophragma bicolor ingår i släktet Schizophragma och familjen dvärgsteklar. Inga underarter finns listade i Catalogue of Life.